# Risoba
Risoba är ett släkte av fjärilar. Risoba ingår i familjen trågspinnare.

## Bildgalleri

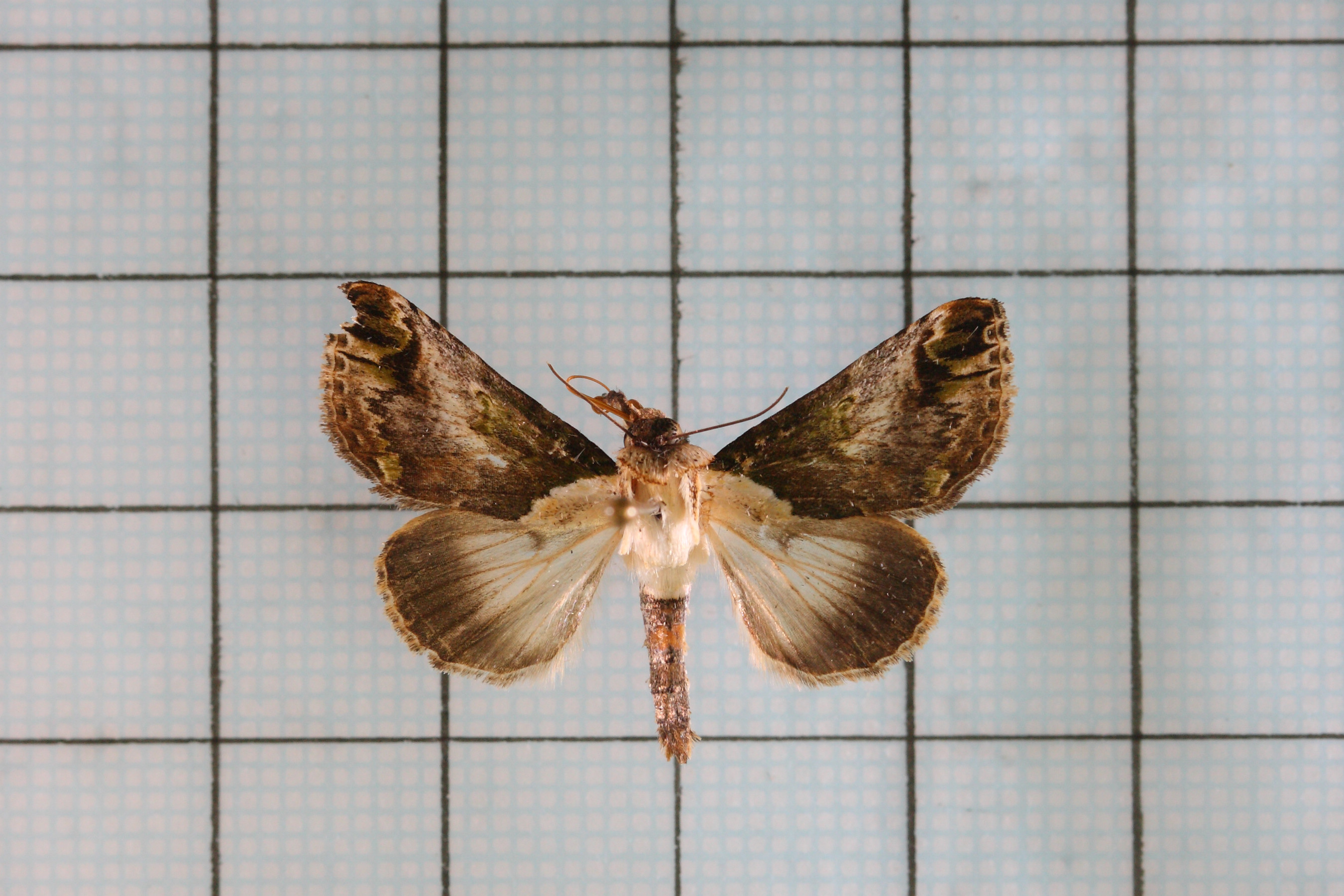

## Dottertaxa tillRisoba, i alfabetisk ordning[1]
- Risoba alata
- Risoba albistriata
- Risoba amabilis
- Risoba avola
- Risoba basalis
- Risoba calaina
- Risoba calainodes
- Risoba camerunica
- Risoba cebea
- Risoba chlora
- Risoba delicata
- Risoba delicatula
- Risoba diehli
- Risoba diphtheroides
- Risoba diplogramma
- Risoba diptheropsis
- Risoba diversipennis
- Risoba ekeikei
- Risoba flavipennis
- Risoba glauca
- Risoba grisea
- Risoba jucunda
- Risoba kebea
- Risoba literata
- Risoba lunata
- Risoba magna
- Risoba malagasy
- Risoba obliqua
- Risoba obstructa
- Risoba ochracea
- Risoba olivens
- Risoba orientalis
- Risoba owgarra
- Risoba philippinensis
- Risoba pratti
- Risoba prominens
- Risoba rectilinea
- Risoba repugnans
- Risoba rufialbivertex
- Risoba sphaerophora
- Risoba sticticata
- Risoba sticticraspis
- Risoba variegata
- Risoba vialis
- Risoba viridata
- Risoba viridescens
- Risoba viridimargo
- Risoba vitellina